# Zapasy na Letnich Igrzyskach Olimpijskich 1932 – kategoria do 56 kg w stylu klasycznym
Zmagania mężczyzn do 56 kg to jedna z siedmiu męskich konkurencji w zapasach w stylu klasycznym rozgrywanych podczas Letnich Igrzysk Olimpijskich 1932. Pojedynki w tej kategorii wagowej odbyły się w dniach 4 – 7 sierpnia.

## Klasyfikacja[1]
| Pos. | Zawodnik          | Kraj      |
| ---- | ----------------- | --------- |
| 1    | Jakob Brendel     | Niemcy    |
| 2    | Marcello Nizzola  | Włochy    |
| 3    | Louis François    | Francja   |
| 4    | Herman Tuvesson   | Szwecja   |
| 5    | Georgios Zervinis | Grecja    |
| 6    | Aatos Jaskari     | Finlandia |
| 6    | László Szekfű     | Węgry     |

## Zasady[2]
Punktacja opierała się na systemie "złych punktów karnych". Zwycięzca otrzymywał zero punktów za wygraną przez "tusz" (łopatki), a jeden za zwycięstwo decyzją trzech sędziów. Za porażkę na punkty zawodnik otrzymywał trzy punkty. Uzyskanie pięciu lub więcej punktów eliminowało zapaśnika z turnieju.   

## Wyniki

### Pierwsza runda[3]
| Zwycięzca         | Punkty karne | Wynik     | Przegrany      | Punkty karne |
| ----------------- | ------------ | --------- | -------------- | ------------ |
| Jakob Brendel     | 0            | Łopatki   | Aatos Jaskari  | 3            |
| Herman Tuvesson   | 1            | Na punkty | Louis François | 3            |
| Marcello Nizzola  | 0            | Łopatki   | László Szekfű  | 3            |
| Georgios Zervinis | 0            | -         | Bez walki      |              |

### Druga runda[4]
| Zwycięzca        | Punkty karne | Wynik     | Przegrany         | Punkty karne |
| ---------------- | ------------ | --------- | ----------------- | ------------ |
| Jakob Brendel    | 1            | Na punkty | Georgios Zervinis | 3            |
| Herman Tuvesson  | 2            | Na punkty | Aatos Jaskari     | 6            |
| Louis François   | 4            | Na punkty | László Szekfű     | 6            |
| Marcello Nizzola | 0            | -         | Bez walki         |              |

### Trzecia runda[5]
| Zwycięzca        | Punkty karne | Wynik     | Przegrany         | Punkty karne |
| ---------------- | ------------ | --------- | ----------------- | ------------ |
| Marcello Nizzola | 1            | Na punkty | Georgios Zervinis | 6            |
| Jakob Brendel    | 2            | Na punkty | Herman Tuvesson   | 5            |
| Louis François   | 4            | -         | Bez walki         |              |

### Czwarta runda[6]
| Zwycięzca      | Punkty karne | Wynik     | Przegrany        | Punkty karne |
| -------------- | ------------ | --------- | ---------------- | ------------ |
| Louis François | 5            | Na punkty | Marcello Nizzola | 4            |
| Jakob Brendel  | 2            | -         | Bez walki        |              |

### Finały[7]
| Zwycięzca     | Punkty karne | Wynik     | Przegrany        | Punkty karne |
| ------------- | ------------ | --------- | ---------------- | ------------ |
| Jakob Brendel | 2            | Na punkty | Marcello Nizzola | 7            |